# Eb/N0

AWGN 상황에서의 다양한 변조 방식의 Bit-error rate (BER) vs 그래프.

디지털 통신 또는 데이터 전송에서, {\displaystyle E_{b}/N_{0}} ( 에너지 대 잡음 전력 스펙트럼 밀도 비율 )는 "비트당 SNR"이라고도 하는 정규화 신호 대 잡음비 (SNR)이다. 대역폭을 고려하지 않고 서로 다른 디지털 변조 방식의 비트 오류율 (BER) 성능을 비교할 때 특히 유용하다. 설명에서 알 수 있듯이, 사용자별 신호 에너지인 {\displaystyle E_{b}} 신호 전력을 채널당 심볼 전송률이 아닌 사용자 비트 전송률로 나눈 것과 같다. 이때 신호 전력은 와트 단위이고 비트 전송률이 초당 비트 단위인 경우에는 {\displaystyle E_{b}}가 줄 (와트-초) 단위로 표현된다. {\displaystyle N_{0}}은 1Hz 대역폭에서의 잡음 스펙트럼 밀도로, Hz 또는 줄당 와트로 측정된다.
이때 {\displaystyle E_{b}/N_{0}}는 차원이 없어 데시벨 로 자주 표현되며 변조 유형, 오류 수정 코딩 또는 신호 대역폭(확산 스펙트럼 사용 포함)에 관계없이 시스템의 전력 효율성을 직접 나타낸다. 이것은 또한 신호에 적용할 "대역폭"의 여러 정의에 대한 혼란을 방지한다. 그러나 신호 대역폭이 잘 정의된 경우면, 정보 및 변조 유형에 무관하게 {\displaystyle E_{b}/N_{0}}에 해당하는 대역폭을 bit/s⋅Hz 단위의 "총" 링크 스펙트럼 효율성으로 나눈 신호 대 잡음비(SNR)와 동일하다고 할 수 있다. {\displaystyle E_{b}/N_{0}}는 잡음 밀도가 일정한 AWGN으로 인해 간섭 제한 채널에서 주의해서 사용해야 하며 이때 간섭이 항상 잡음과 같은 것은 아니다. 확산 스펙트럼 시스템(CDMA)에서의 간섭은  {\displaystyle I_{0}}로 표시할 수 있는 간섭과 열 잡음인 {\displaystyle N_{0}}을 사용한 전체 비율인 {\displaystyle E_{b}/(N_{0}+I_{0})}과 같이 나타낼 수 있을 정도로 잡음과 유사하기도 하다.

## 반송파 대 잡음비(CNR)와의 관계
{\displaystyle E_{b}/N_{0}}는 수신기 필터가 전파를 감지하기 전 신호의 SNR인 캐리어 대 잡음비 (CNR 또는 {\displaystyle {\frac {C}{N}}} )와 매우 유사하다.{\displaystyle {\frac {C}{N}}={\frac {E_{\text{b}}}{N_{0}}}{\frac {f_{\text{b}}}{B}}}
이때 {\displaystyle f_{b}}는 채널 데이터 전송률(순 비트 전송률)이고 B 는 채널 대역폭이다.이를 데시벨 단위로 나타내면
{\displaystyle {\text{CNR}}_{\text{dB}}=10\log _{10}\left({\frac {E_{\text{b}}}{N_{0}}}\right)+10\log _{10}\left({\frac {f_{\text{b}}}{B}}\right)}
이다. 단, {\displaystyle N_{0}/2}는 복소수 기저 대역 혹은 음의 주파수를 가지는 경우 -3의 데시벨 차이를 보인다.